# 조지프 D. 라이트먼

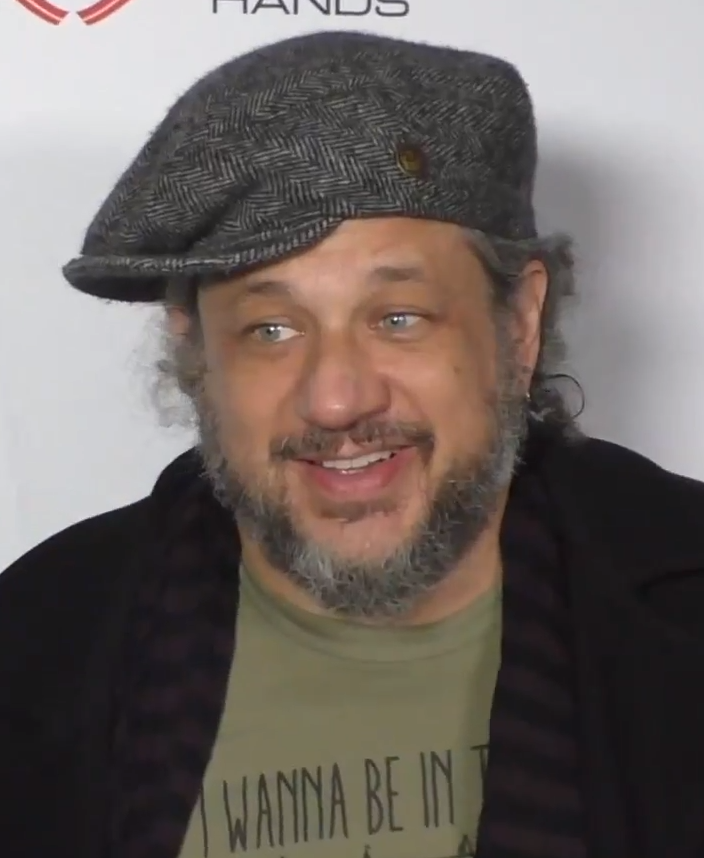

조지프 D. 라이트먼(Joseph D. Reitman, 1968년 5월 25일 ~ )은 미국의 배우이다.
브루클라인에서 태어났다.

## 출연 작품
- 디스 이즈 멕 (2017년)
- 맘&대드 (2017년) - 담임 선생님 역
- 머니 몬스터 (2016년) - 매티 역
- 덴 데어 워즈 (2014년) - 버디 역
- 하프웨이 투 헬 (2013년)
- 라디오 프리 앨브무스 (2010년)
- 아드레날린 24 2 (2009년)
- 게이머 (2009년)
- 텐 인치 히어로 (2007년)
- 레이디 인 더 워터 (2006년) - 긴 머리 흡연자 역
- 밴디다스 (2006년)
- 더 레이트 레이트 쇼 위드 크레이그 퍼거슨 (2005년)
- 데드 섹시 (2005, Drop Dead Sexy) - 티니 역
- 더 리얼 딜 (2002년)
- 렌트 컨트롤 (2002년)
- 오토 포커스 (2002년)
- 제이 앤 사일런트 밥 (2001년)
- 아메리칸 파이 2 (2001년)
- 톰캣 (2001년)
- 퍼펙트 스톰 (2000년)
- 클레이 피전스 (1998년)
- 루트 나인 (1998년)
- 클루리스 (1995년)

### 텔레비전
- 못말리는 번디 가족 (1994-95)
- CSI: 과학수사대 (2002)